# 樽見鐵道Haimo 295-510型柴聯車
樽見鐵道Haimo 295-510型柴聯車（日语：／ Tarumi Tetsudō Haimo 295-510-gata Kidōsha）是樽見鐵道的樽見線使用的柴聯車，也是該公司導入的首款車體長度達18m的鐵路車輛。

## 概要
1984年10月，原本屬於日本國鐵的樽見線改由第三部門鐵道樽見鐵道負責營運。而本型車則是為了替代該公司在開業時投入使用，且車體逐漸老化的樽見鐵道Haimo 180-200型柴聯車，而在2005年12月由新潟運輸系統所製造的鐵路車輛。其車輛型號中的「Haimo」為「High Speed Motorcar」的簡稱，而「295」則代表本型車所搭載的柴油引擎的輸出馬力。

## 規格與構造
295-510型柴聯車與1999年由當時的富士重工業製造的樽見鐵道Haimo 295-310型柴聯車相比，其車體長度延長2公尺，以提升列車載客的運輸能力；引擎規格與295-310型柴聯車同為採用原日產柴油工業製造的PF6HT03柴油引擎。而本型車也能與樽見鐵道的既有鐵路車輛透過動力分散控制進行運轉。
車頭正面採用貫通式設計，並在車頭及車尾的左側設置駕駛室和駕駛員專用的車門；而正面的目的地顯示幕則更換成LED顯示幕，並同樣在車體左右兩側安裝LED顯示幕。車體的左右兩側均設置2道寬900mm的旅客用車門。由於樽見線上各車站的月台高度較低，因此本型車在旅客用車門的門口處設置踏階，並配備能讓輪椅使用者方便上下車的可拆卸斜坡道。而旅客用車門之間的車體兩側區域各安裝著6面寬度1200mm的窗戶，其中靠近車頭及車尾的4面側窗為上半部固定且下半部可往上開啟的窗戶，其餘側窗則為固定窗。客室內的座位均為長條座椅，並設有專門放置輪椅的無障礙座位；而車廂內未設置廁所。車輛編號則延續230-310型及295-310型柴聯車的編號編排為「516號車」。
295-510型柴聯車原本長期使用樽見鐵道標準的藍色塗裝，但為紀念岐阜縣本巢市實施市制的20周年紀念，因此在2024年初重新塗成粉紅色的塗裝，並將列車的暱稱命名為「本巢未來號」。

## 運用
295-510型柴聯車在2006年開始投入使用後，車體逐漸老化的180-202號柴聯車於同年的4月正式報廢。在樽見鐵道終止客車列車的運行後，本型車也被用於載送本巢市淡墨櫻盛開時前來觀賞的大量旅客，以及因應2006年大型商場「MALera岐阜」開業後所增加的乘客。